# 摩鹿加擬鸚鯛
摩鹿加擬鸚鯛（学名：Pseudodax moluccanus），又名桔點擬鑿牙魚、擬岩鱚、鑿子齒鯛，为擬鑿牙魚屬下的唯一物种，屬隆頭魚目隆頭魚科。

## 形態習性
棲息深度3-60公尺，體長可達30公分，棲息在水質清澈的礁石區，獨居性，屬雜食性，以藻類、無脊椎動物等為食，生活習性不明，可作為食用魚及觀賞魚。

## 扩展阅读
- 維基物種上的相關：摩鹿加擬鸚鯛